# Uzeste
Uzeste är en kommun i departementet Gironde i regionen Nouvelle-Aquitaine i sydvästra Frankrike. Kommunen ligger i kantonen Villandraut som tillhör arrondissementet Langon. År 2022 hade Uzeste 467 invånare.

## Befolkningsutveckling
Antalet invånare i kommunen Uzeste
Referens:INSEE